# 김수영 (희극인)
김수영(1987년 2월 26일 ~ )은 대한민국의 희극인이다.

## 일화
- 그는 학창시절 전국대회에서 몇번 우승했을 정도의 실력을 지닌 씨름선수였지만 씨름을 과감히 포기하고 개그를 택했는데 학교 축제가 있을 때마다 마이크를 많이 잡았으며 또한 항상 개그 프로그램을 챙겨보고 안되면 몰래 PC방까지 가서 다운로드 받아볼 정도로 개그에 대한 애착이 강했기 때문이라고 한다. 그리고 그가 개그맨이 되게 한데는 선배 씨름선수이자 개그맨인 강호동의 영향이 컸다.
- 《라스트 헬스보이》를 통해 168kg이었던 체중을 98kg까지 감량했다. 2019년 4월 25일 기준으로 몸무게가 155kg으로 더욱 불어나버려 다시 다이어트를 시작하겠다고 선언했다.

## 학력
- 1997년 2월 ~ 2002년 2월 대성고등학교 (졸업)
- 2003년 ~ 2006년 2월 17일 서울종합예술학교 코미디언연기과 전문학사 (졸업)

## 연기 활동

### 방송
- KBS 《개그콘서트》
  - 〈풀하우스〉
  - 〈아빠와 아들〉아들 역
  - 〈왕해〉
  - 〈후궁뎐;꽃들의 전쟁〉
  - 〈놈놈놈〉
  - 〈큰세계〉
  - 〈힙합의 신〉MC 패티역
  - 〈핵존심〉
  - 〈라스트 헬스보이〉
  - 〈갑툭튀〉
  - 〈세젤예〉
  - 〈아무 말 대잔치〉
  - 〈잠깐만 홈쇼핑〉
  - 〈다있show〉 3대 돼너
- KBS 《개그스타 GCC어워드》
  - 〈누굴 위한 세상인가〉
- 투니버스 《벼락맞은 문방구》
- KBS 《퀴즈쇼 사총사》
- KBS 《옥이네》

### 드라마
- 2012년 KBS2 《넝쿨째 굴러온 당신》 - 먹자계 회원 역 (특별출연)

## 공연
- 2017년 광쇼